# 다케시마섬 (야마구치현)
다케시마섬(일본어: 竹島)은 야마구치현 중부의 시리가와만 해안 인근의 2 km에 위치하고 있는 섬이다. 그러나 해당 섬의 전체가 야마구치시에 예속된다. 섬의 성격상 무인도로 가장 높은 곳은 22.1m이다.